# Купер, Годберг
Годберг Барри Купер (итал. Godberg Barry Cooper; род. 20 августа 1997, Бергамо, Ломбардия) — итальянский футболист ганского происхождения, нападающий.

## Карьера
31 января 2020 года перешёл в албанский клуб «Кукеси». 4 марта 2020 года в матче против клуба «Влазния» дебютировал в албанской Суперлиге.
19 января 2022 года стал игроком северомакедонского клуба «Македония Джёрче Петров». 26 февраля 2022 года в матче против клуба «Брегалница» Купер дебютировал в чемпионате Северной Македонии.
20 июля 2022 года подписал контракт с румынским клубом «Киндия Тырговиште». 25 июля 2022 года в матче против клуба «Германштадт» дебютировал в чемпионате Румынии.

## Достижения
«Кукеси»
- Серебряный призёр чемпионата Албании: 2019/20

«Македония Джёрче Петров»
- Обладатель кубка Северной Македонии: 2021/22

«Тобол» Костанай
- Обладатель Суперкубка Казахстана: 2024

## Клубная статистика
| Игровая карьера | Игровая карьера         | Игровая карьера | Лига | Лига | Кубок | Кубок | Межд. | Межд. | СК | СК |
| --------------- | ----------------------- | --------------- | ---- | ---- | ----- | ----- | ----- | ----- | -- | -- |
| 2019/20         | Шаффхаузен              | Б               | 6    | 0    | —     | —     | —     | —     | —  | —  |
| 2019/20         | Кукеси                  | А               | 11   | 3    | 5     | 3     | —     | —     | —  | —  |
| 2020/21         | Кукеси                  | А               | 7    | 0    | 3     | 0     | 2     | 1     | —  | —  |
| 2021/22         | Македония Джёрче Петров | А               | 10   | 2    | 2     | 0     | —     | —     | —  | —  |
| 2022/23         | Киндия Тырговиште       | А               | 27   | 5    | 3     | 0     | —     | —     | —  | —  |
| 2023/24         | УТА                     | А               | 21   | 3    | 3     | 0     | —     | —     | —  | —  |
| 2024            | Тобол                   | А               | 11   | 2    | 3     | 0     | —     | —     | 1  | 0  |